# Mónica Rikić Fusté
Mónica Rikić Fusté (Barcelona, 1986) és una artista de noves tecnologies i programadora creativa. Centra la seva pràctica en el codi, l'electrònica i objectes no digitals per crear obres interactives, normalment emmarcades com jocs experimentals que van més enllà del propi joc. El seu interès resideix en l'impacte social de la tecnologia, la relació humà-màquina i la reapropiació dels sistemes i dispositius tecnològics, per manipular-los i repensar-a través de l'art. Des d'enfocaments educatius a experimentacions sociològiques, planteja a través del seu treball noves formes de pensar i interaccionar amb l'entorn digital que ens envolta. L'any 2021 va rebre el Premi Nacional de Cultura «per l'excel·lència i innovació dels seus projectes tecnoartístics».

## Biografia
Va estudiar Belles Arts a la Universitat de Barcelona, on es va especialitzar en Imatge, vídeo i animació. Posteriorment va fer un màster en arts digitals a la Universitat Pompeu Fabra. A Atenes va cursar l'assignatura d'art multimèdia i va realitzar el seu primer projecte de net.art juntament amb David Proto. Posteriorment a Austràlia va seguir fent animacions flash i va cursar-hi una assignatura de tecnologies d'àudio. Amb el projecte resultant del màster, Buildasound, va tenir l'oportunitat de participar en molts festivals, entre ells Sónar, FILE (Festival Internacional de Llenguatge Electrònic) i Ars Electronica; aquest últim va tenir l'obra en exposició al centre de 2013 a 2015.
En 2014 va obtenir una residència artística EMARE per treballar en una eina educativa basada en el seu projecte anterior, Buildasound, al centre The Cube de la Universitat de Tecnologia de Queensland (QUT) a Brisbane (Austràlia). El projecte va ser seleccionat finalista en el Margaret Guthman Musical Instrument Competition a Atlanta (Geòrgia, EUA). El 2015 va obtenir una altra residència artística al centre de jocs experimentals Technoculture, Art and Games (TAG) a Mont-real (Quebec, Canadà). El 2018 va obtenir una beca Leonardo de la Fundació BBVA per realitzar un projecte d'investigació al voltant de robots, intel·ligència artificial i relacions socials.
També ha estat treballant en activitats educatives enfocades a la introducció a les noves tecnologies a centres i festivals, com ara el Museu d'Art Contemporani de Barcelona (MACBA) o el festival de Videosonica, a Cali (Colòmbia).

## Obres destacades
- Buildasound (2010), joc de blocs de construcció de so. Consisteix en crear formes al mateix temps que es generen nous sons.[8] Aquesta instal·lació es va poder veure a les jornades de portes obertes de commemoració del 20è aniversari del MACBA.[9]
- Buildacode (2014), eina experimental per a la programació de so, que busca la integració de la manipulació d'objectes en un entorn de programació visual per a la creació de so en temps real. Està adreçat a les persones que, amb coneixements previs, o sense, de programació, puguin gaudir de la creació/programació tangible de so a través de la manipulació d'objectes amigables.[10]
- W.U.R.M.: Escape from a Dying Star (2015), joc immersiu de supervivència espacial per a dos jugadors.[11]
- Light Jumper (2016), videojoc experimental dissenyat per interaccionar mentre saltes al llit elàstic.[12]
- Oscilightor (2017), instal·lació de gran format que dibuixa amb llum les relacions harmòniques entre dues persones que es bressolen en gronxadors pendulars connectats com si fossin un harmonògraf.[13]
- Enjambre Celular (2018), projecte creat i dissenyat específicament per a la façana interactiva Medialab-Prado. És un joc d'estratègia col·lectiva en què s'han de superar diferents nivells o pantalles. L'estructura de les pantalles es basa en la idea d'un laberint en el qual cal arribar des del punt A fins al punt B, evitant diferents obstacles, estàtics o mòbils i augmentant la dificultat a mesura que es passin les pantalles amb èxit.[14]
- The Inflovable Machine (2019), instrument musical col·laboratiu creat a partir de grans globus tubulars que s'inflen i es desinflen mitjançant la interacció del públic, generant diferents sons, com un òrgan d'aire.
- New Home of Mind (2020), peça interactiva que fa reflexionar sobre el significat de la consciència artificial i la idea d'un robot conscient. Va formar part d'un exposició a Arts Santa Mònica, en el festival Arts Electronica 2020, que va celebrar-se en cent-vint ciutats de tot el món, entre les quals Barcelona.[15]

## Beques i premis
- 2018-2020 - Beca Leonardo a Investigadors y Creadors Culturales 2018 de la Fundación BBVA, en la modalitat d'arts plàstiques i art digital.[6]
- Abril 2016 - Nominació a premi a A MAZE. Festival, Berlin.[cal citació]
- Febrer 2016 - Jury Selection al 19th Japan Media Arts Festival.[cal citació]
- Febrer 2015 - Semi finalista al the Margaret Guthman Musical Instrument Competition, Georgia Tech, Atlanta.[cal citació]
- Juliol-setembre 2014 - Move On: European Media Artists in Residence Exchange at QUT Residency. Brisbane.[cal citació]
- 2021 - Premi Nacional de Cultura.[16]